# Nyarumashi
Nyarumashi är ett vattendrag i Burundi.   Det ligger i provinsen Muyinga, i den nordöstra delen av landet, 130 km öster om huvudstaden Bujumbura.
Omgivningarna runt Nyarumashi är en mosaik av jordbruksmark och naturlig växtlighet. Runt Nyarumashi är det ganska tätbefolkat, med 214 invånare per kvadratkilometer.